# شبکه خلیج فارس
شبکه خلیج فارس، یک کانال تلویزیونی استانی زیرمجموعه صدا و سیمای خلیج فارس (هرمزگان) است که از مرکز خلیج فارس در بندرعباس برای سراسر استان هرمزگان برنامه پخش می‌کند.

## تاریخچه
در ابتدای راه‌اندازی تلویزیون بندرعباس تولید برنامه‌های آن شامل پخش روزانه خبر و برنامه کودک به صورت هفتگی بود. در سال‌های نخست پیروزی انقلاب اسلامی برنامه‌های مرکز به پخش اخبار استان و اطلاعیه‌ها محدود می‌شد و در سایر مواقع شبکه‌های سراسری تقویت و پخش می‌گردید.
از سال ۱۳۵۹ تولیدات محلی مرکز مجدداً آغاز شد و پخش برنامه‌ها منحصر به صبح‌های جمعه و اختلاف افق بندرعباس با تهران بود. راه‌اندازی شبکه استانی سیمای مرکز در نهم مرداد ۱۳۸۰ و هم‌زمان با آن افتتاح شبکه پیام سیما (مجله تصویری)، راه‌اندازی فرستنده مستقل شبکه خبر در ۲۵ مهرماه ۱۳۸۱ –افتتاح واحد انیمیشن در سال ۸۳ - راه‌اندازی فرستنده مستقل شبکه آموزش در تاریخ بیستم اسفند ۱۳۸۴ و راه‌اندازی فرستنده مستقل شبکه قرآن در تاریخ ۳۰ مرداد ۱۳۸۵ از دیگر دستاوردهای مرکز است.